# Satrapie de Perside
Pour un article plus général, voir Perside.
Sauf précision contraire, les dates de cet article sont sous-entendues « avant l'ère commune » (AEC), c'est-à-dire « avant Jésus-Christ ».
La satrapie de Perside ou de Perse est une entité territoriale et administrative perse formée, au VIe siècle av. J.-C. par les Achéménides. Elle est située sur la région de Perside, dans le sud-ouest de l'Iran actuel. C'est un centre important de l'Empire perse achéménide, notamment grâce à sa capitale, Persépolis, conquise par Alexandre le Grand en 330 av. J.-C. À la suite de cette conquête, la satrapie est intégrée au royaume d'Alexandre le Grand et, plus tard, elle est également comprise dans l'Empire séleucide.

## Géographie
La satrapie de Perside est située sur l'ancien royaume d'Élam. Elle englobe une partie du Zagros et du plateau Iranien. Elle est bordée au sud par le golfe Persique. Elle se situe à l'ouest de la satrapie de Carmanie, à l'est de la satrapie de Susiane et au sud des satrapies de Parthie et de Médie.

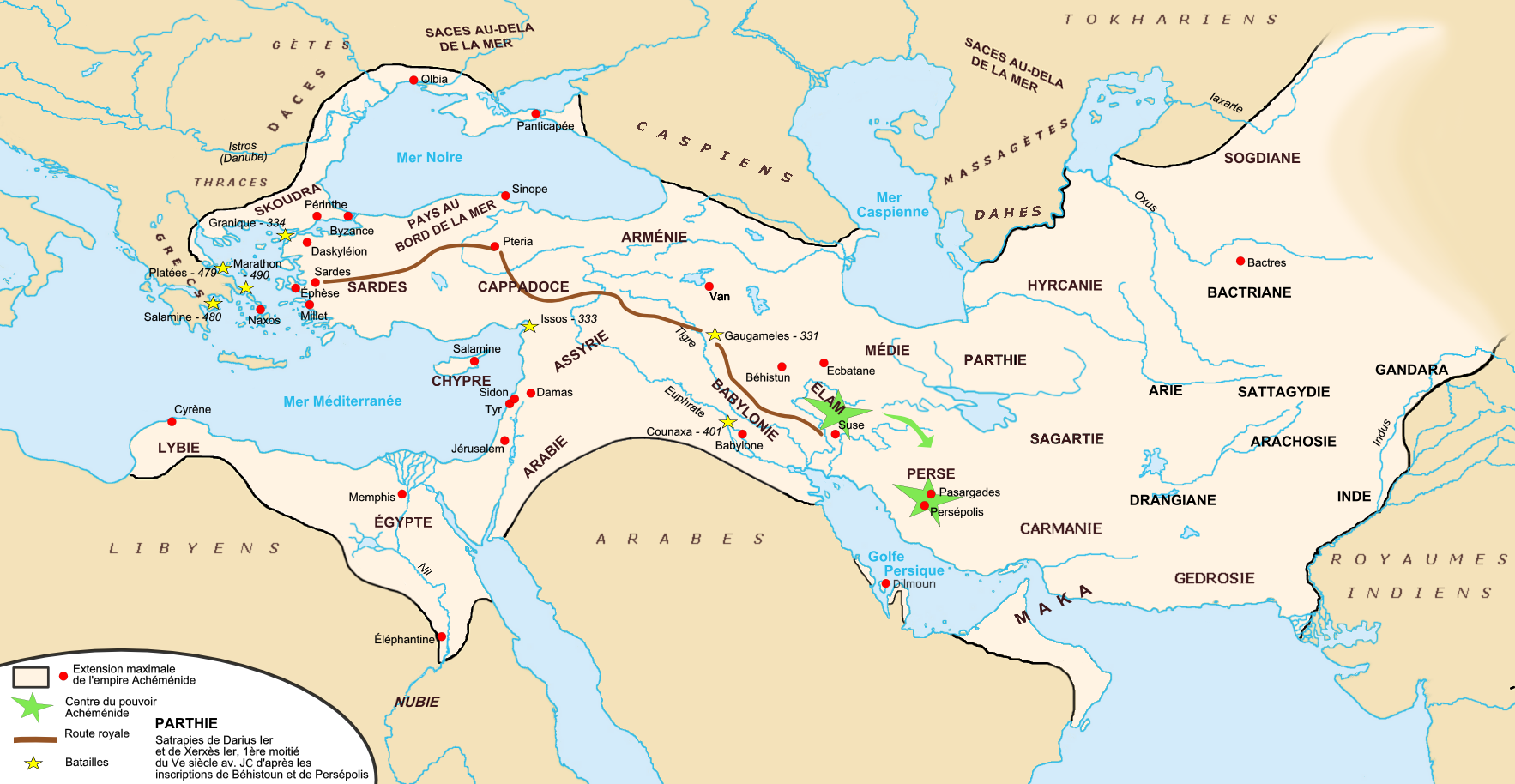
Carte de l'Empire achéménide.

La région est divisée en trois zones :

« une première zone maritime, torride, sablonneuse, pauvre en produits autres que les fruits des palmiers, […] qui s'arrête au cours de l'Oroatis le plus grand fleuve de la contrée ; une seconde zone située au-dessus de celle-là, zone riche en productions de toute sorte, composée de plaines et d'excellents pâturages et de plus abondamment pourvue de rivières et de lacs ; une troisième zone enfin, boréale, froide et montagneuse, habitée à sa limite extrême par des pâtres ou conducteurs de chameaux. »

— Strabon, Géographie, Livre XV, Chapitre III
La satrapie se trouve dans un espace privilégiée car elle a accès, par ses côtes, au golfe Persique, qui, selon Pline l'Ancien, "occupe un littoral de 550,000 pas, opulente jusqu'au luxe". C'est ainsi parce qu'elle borne le golfe qu'elle donne son nom à ce dernier. Elle comporte aussi un territoire montagneux appelé Grande Echelle, qui est "une montagne escarpée où des gradins sont taillés, et qui offre un passage étroit jusqu'à Persépolis, capitale du royaume, et détruite par Alexandre."
Persépolis est la capitale de la Perside et de l'Empire perse depuis 520 av. J.-C. La satrapie compte d'autres villes importantes comme Pasargades, site des investitures royales, fondée par Cyrus le Grand et où l'on trouve son propre tombeau. Par ailleurs Pline l'Ancien explique que l'on arrive à Pasargades par le fleuve Sitrogagus en sept jours. La Perside est, ainsi, traversée par la « voie royale », qui relie Sardes à Persépolis en passant par Suse. La Perside compte aussi la Laodicée, ville située à l'extrême frontière et fondée par Antiochus ainsi que la ville de Isatichae.

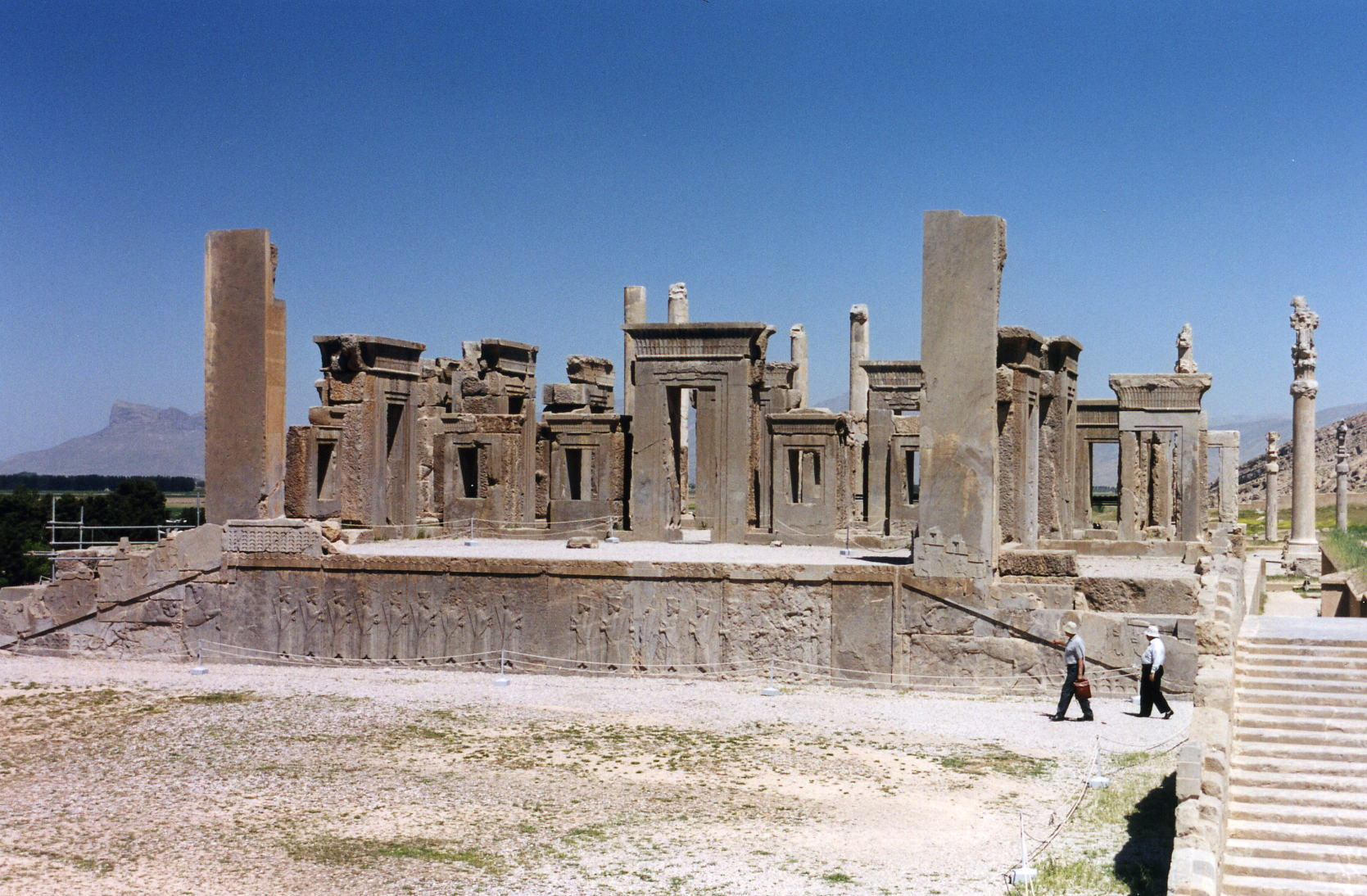
Vestiges du palais de Darius Ier à Persepolis.
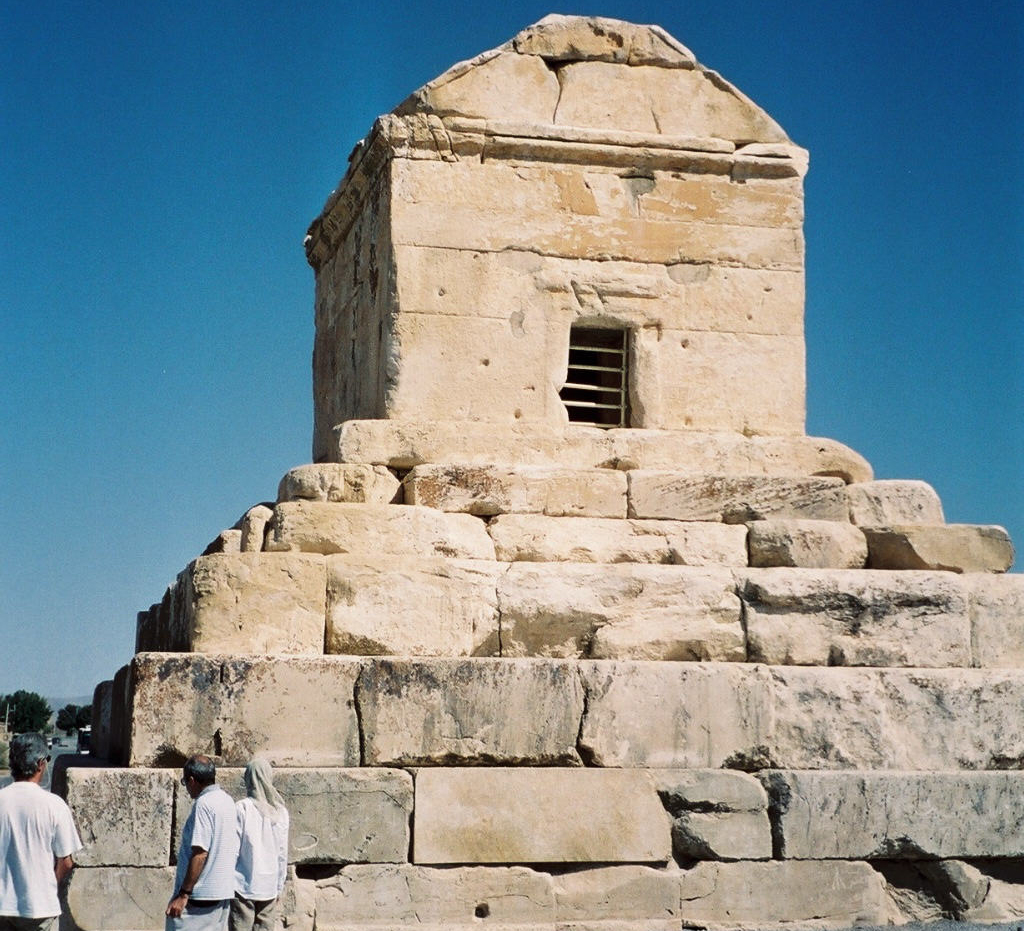
Mausolée de Cyrus le Grand à Pasargades.

## Ethnographie
Selon Strabon, la satrapie de Perside serait composée de diverses tribus : « les Patischores, les Achaeménides, les Mages zélés observateurs de la morale et de la vertu, les Cyrtii et les Mardes ».
Des Grecs sont présents en Perside et notamment à Persépolis au moins depuis le Ve siècle av. J.-C. Hérodote les mentionne, et affirme que le Grand Roi Darius Ier les avait exemptés de tribut royal.

## Histoire

### Sous l'Empire achéménide (VIemillénaireav. J.-C.-330 av. J.-C.)
La Perside est exploitée pour l'agriculture depuis le VIe millénaire av. J.-C.. À partir du Xe siècle av. J.-C., elle est habitée par le peuple des anciens Persans. Puis au VIe siècle av. J.-C., la dynastie Achéménide s'installe en Perside grâce aux conquêtes de Cyrus. Le premier « satrape des Perses » nommé par Cyrus fut Atradatès. Néanmoins, le titre de satrape ne peut pas être attesté avec certitude avant la conquête d'Alexandre.
La Perside, grâce à Persépolis, draine des quantités considérables de métaux précieux venus des autres satrapies à titre d'impôts.
Le territoire est composé de nombreuses citadelles militaires (« halmarris ») qui ont, outre l'aspect défensif, des fonctions de collecte de produits et de relais de transmission. Les citadelles sont tenues par une unité de 100 soldats dirigés par un chef.

### Conquête par Alexandre (330)
En 334 av. J.-C., le roi des Macédoniens, Alexandre le Grand, se lance à la conquête de l'Empire perse contrôlé par le Grand Roi Darius III. À la suite de la victoire d'Alexandre le Grand lors de la Bataille de Gaugamèles en 331 av. J.-C. contre le Grand Roi, la conquête macédonienne progresse vers le cœur politique des Achéménides, avec la prise de contrôle progressive des résidences royales telles que Babylone en 331 av. J.-C. ainsi que Suse en 330 av. J.-C. Ainsi, la voie royale perse, qui joint Suse (Élam) aux capitales de la Perside, Persepolis ainsi que Pasargades, devient rapidement une route stratégique pour la conquête d'Alexandre le Grand. En janvier 330 av. J.-C., alors que Darius III s'est enfui devant lui, Alexandre affronte le satrape de la Perside, Ariobarzane, chargé par le Grand Roi de défendre la satrapie, lors de la Bataille des Portes persiques, et finit par conquérir Persépolis, capitale historique de l'Empire achéménide. Il entre en vainqueur dans la ville et s'empare du trésor royal ainsi que de l'argent que Cyrus le Grand avait accumulé. Quinte-Curce estime le trésor royal à 120 000 talents.

« Les Barbares y avaient rassemblé les trésors de toute la Perse ; l'or et l'argent s'y trouvaient par monceaux; les étoffes précieuses y abondaient, et un ameublement y était étalé, moins destiné à des usages réels, qu'à la vaine ostentation du luxe. »

— Quinte-Curce, Histoire d'Alexandre, Livre V, Chapitre VI

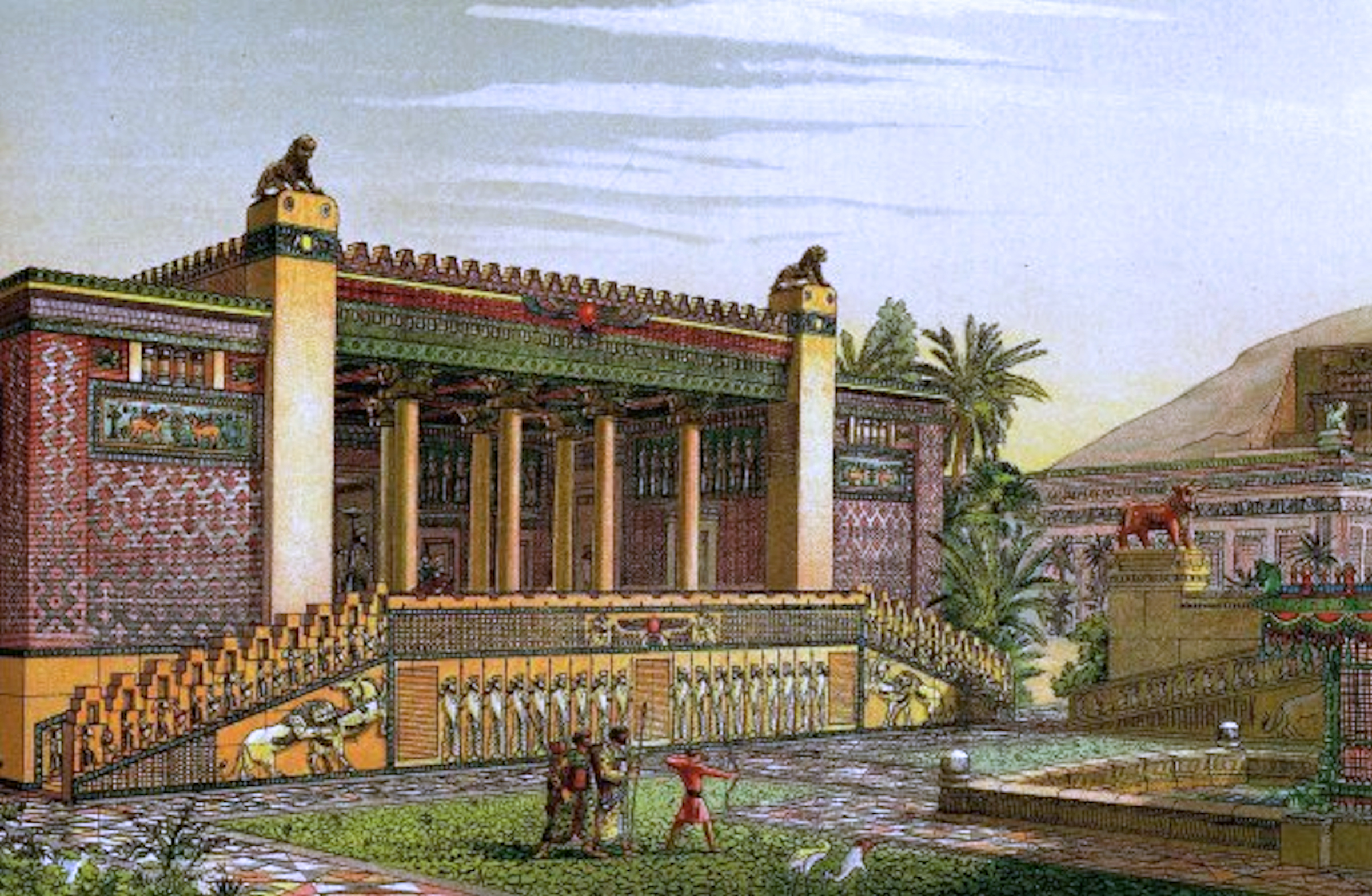
Vue du palais de Persepolis par T. Chipiez, palais incendié par Alexandre

Après le pillage de la ville par les troupes d'Alexandre le Grand ainsi que les nombreuses violences commises envers le peuple, ce dernier s'empare du palais de Persepolis où il séjourne pendant 4 mois.
Puis, Alexandre le Grand, s'empare de Pasargades, ancienne capitale perse. La prise de Pasargades aurait été permise via l'aide de Gobarcès, « préfet » de Pasargades et aurait également alimenté le trésor royal de 6000 talents supplémentaires, selon Quinte-Curce. Le reste de la Perside est conquise au printemps, « à l'époque où se lèvent les Pléiades ». Alexandre s'éloigne de Persépolis pendant 30 jours et dans des conditions très difficiles, liées au climat et au relief, parvient à soumettre la Perside et ravage le territoire perse. Après la soumission des Mardes, dans les montagnes au nord de la satrapie, Alexandre revient à Persépolis.
À son retour, il incendie la ville pour venger les outrages subis pas les Grecs lors des conquêtes perses,. Plutarque illustre la volonté de revanche d'Alexandre le Grand à travers le discours qu'il aurait tenu à la statue de Xerxès lorsqu'il s'empara du palais de Persépolis.

« Dois-je passer outre et te laisser étendu par terre, pour te punir de la guerre que tu as faite aux Grecs? ou te relèverai-je par estime pour ta grandeur d'âme et pour tes autres qualités ? »

— Plutarque, Vies parallèles des hommes illustres, Vie d'Alexandre 
Cependant, d'autres auteurs antiques tels que Quinte-Curce, estiment que c'est l'ivresse d'Alexandre qui l'aurait poussé à incendier Persépolis. Il nomme alors Phrasaorte satrape de Perside, un proche de Darius. Il place également le Macédonien Nikarchidès à la tête de Persépolis.
L'armée d'Alexandre continue ensuite sa route vers le nord afin de poursuivre Darius, en fuite depuis sa défaite à la bataille de Gaugamélès, et quitte la satrapie.

### Au temps d'Alexandre (330-323)
L'une des préoccupations majeure et constante d'Alexandre, au long de sa conquête, fut de s'inscrire dans une certaine continuité des pratiques administratives effectives sous les Achéménides. Ainsi, cela se traduit par le maintien des satrapies et la volonté de ne pas changer certains points d'organisation de la Perside. Par exemple, à la suite de la soumission du peuple ouxien des plaines, lors de sa conquête, Alexandre décide de maintenir l'exemption du tribut royal accordé précédemment par le Grand Roi. Désignant le Perse Phrasaorte satrape, il maintient également de nombreux agents administratifs perses comme Tiridatès qui gère le trésor (« gazophylaque ») à la suite de la prise de Persépolis.
D'autre part, Alexandre a fondé des colonies grecques en prélevant des terres et en les attribuant aux Grecs pour la culture et l'élevage.
En 326 av. J.-C., Orxinès, riche Perse descendant de Cyrus II et soldat à Gaugamélès, se proclame satrape de Perside en l'absence d'Alexandre. À son retour en 325/324, Alexandre exécute Orxinès, accusé de plusieurs crimes, et nomme Peucestas satrape, lequel lui aurait sauvé la vie lors du siège de la cité des Malliens en 326 av. J.-C.,. Peucestas connaissait la langue perse et s'était imprégné des habitudes et mœurs mèdes, ce qui lui attira les faveurs des Perses. Ainsi, il semblait être le plus disposé pour être à la tête de la satrapie de Perside, centre de l'ancien pouvoir achéménide. Cependant cette nomination n'aurait pas satisfait les autres compagnons d'Alexandre ainsi que les Macédoniens, moins enclins à vouloir préserver les Perses.
Néanmoins, Peucestas demeure satrape jusqu'à la mort d'Alexandre.

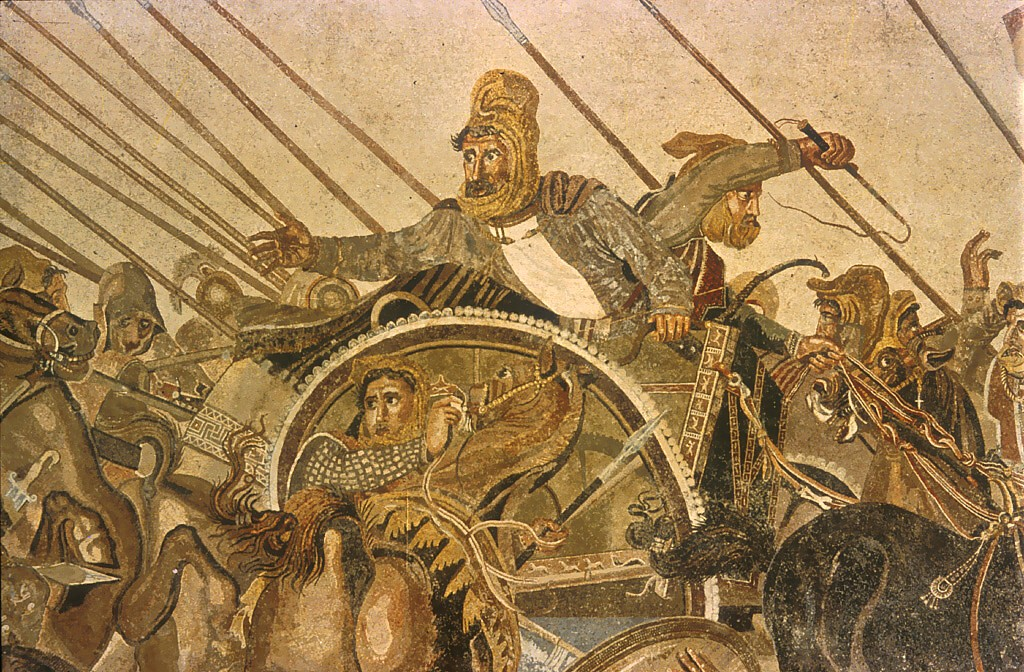
Représentation de Darius III (à la bataille d'Issos en 333)
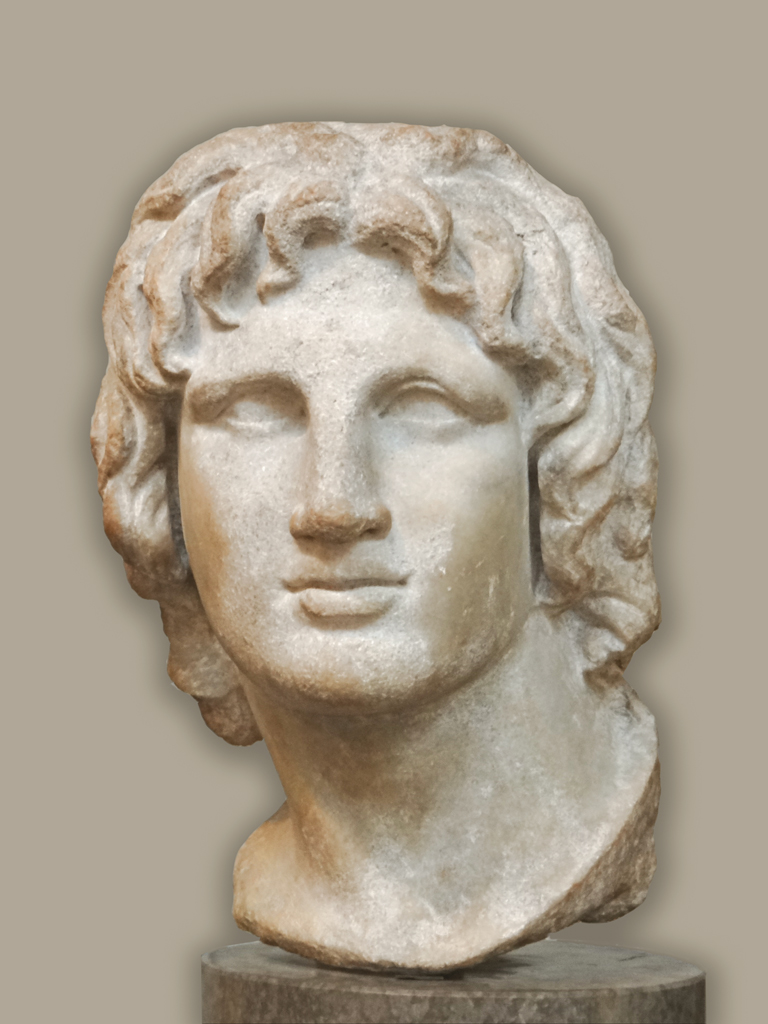
Buste d'Alexandre le Grand (conservé au British Museum)

### Sous les diadoques
À la mort d'Alexandre, les successeurs d'Alexandre, connus sous le nom des Diadoques, se partagent l'empire de ce dernier à Babylone en 323 av. J.-C. Peucestas est maintenu à la tête de la satrapie de Perside.
Entre 317 av. J.-C. et 315 av. J.-C., les trésors de la région (dont ceux de Persépolis pour la Perside) attirent les convoitises d'Eumène de Cardia et d'Antigone. En 316 av. J.-C., Peucestas, allié à Eumène, est vaincu par Antigone à la bataille de Gabiène. Antigone s'impose alors et réforme les satrapies de la région. Il place Nikânor comme stratège (stratēgós) des satrapies de l'est (comprenant la Perside).
À partir de 312/311 av. J.-C., Séleucos conquiert la Perside grâce à ses victoires sur Nikânor et notamment lors d'une bataille sur le Tigre en 312 av. J.-C.,. La conquête de la Perside par Séleucos a certainement été facilitée par le soutien des aristocrates perses locaux. Ceux-ci ont connu une vive répression de la part d'Antigone en 315 av. J.-C. et ils rejettent les satrapes imposés par le Borgne.

« Séleucos, époux d'une Iranienne, pouvait incarner l'espoir d'un retour aux pratiques de Peukestas. »

— Laurent Capedetrey, Le pouvoir Séleucide

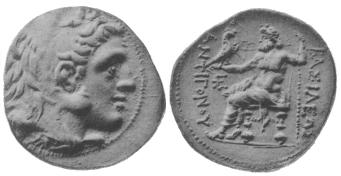
Pièce représentant Antigone le Borgne
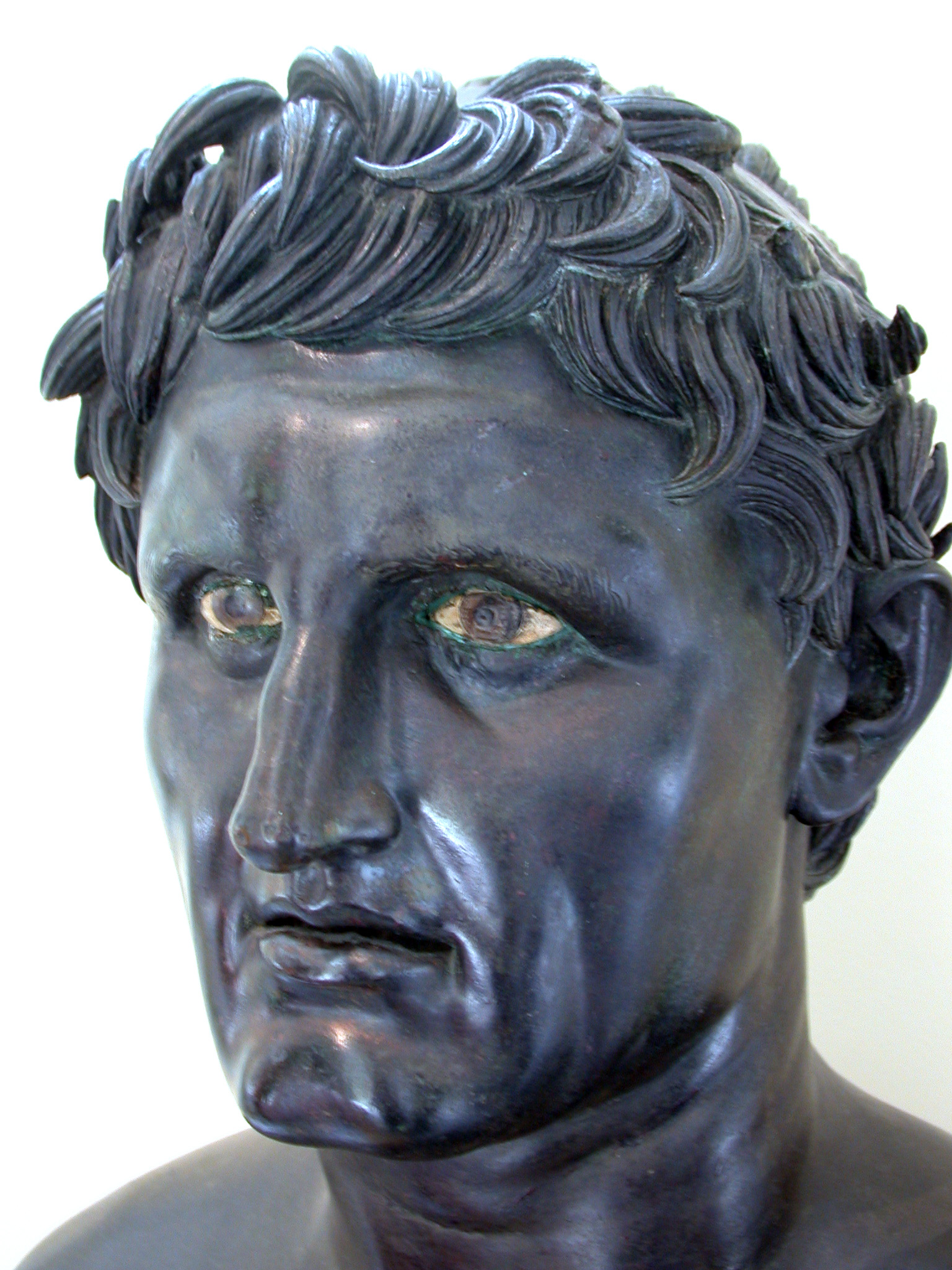
Bronze de Séleucos (conservé au musée national d'archéologie de Naples)

### Gestion par les Séleucides

#### Politique d'unification

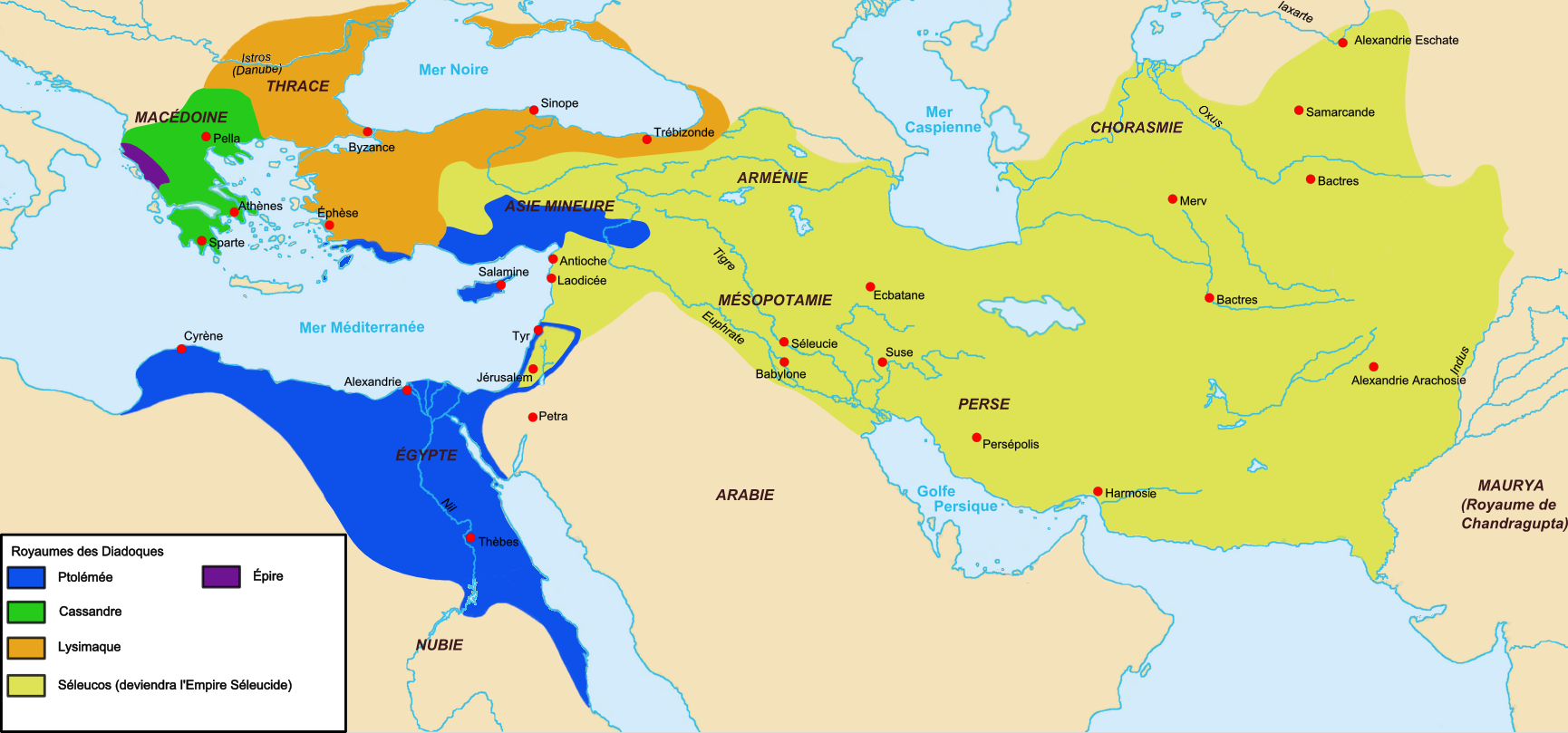
L'empire séleucide en -301

Dès le début de l'ère séleucide, la volonté d'unifier la région est présente. Ainsi les Séleucides mettent en place un réseau de colonies macédoniennes dans toute la région iranienne. L'exemple le plus connu pour le territoire de la Perside est celui d'Antioche de Perside, cité fondée dans ce but d'unification.
Néanmoins, cette tentative du pouvoir séleucide semble avoir été un échec. En effet, on peut noter que pour Antioche de Perside, la cité garde une relative autonomie sur le pouvoir séleucide. Par exemple, Antioche de Perside n'utilisait pas le calendrier macédonien ni d'intitulé « royal ». Cela montre un certain relâchement par rapport à la monarchie séleucide.
Cependant un certain nombre d'éléments nous empêche de parler d'un échec complet. Le prêtre éponyme d'Antioche de Perside était le prêtre des rois séleucides. La cité garde obéissance au roi Antiochos III et émet un décret reconnaissant les fêtes d'Artémis Leukophryenè, selon la volonté du roi. Ce décret est intéressant pour relativiser cet échec d'unification car il mentionne toutes les cités du Golfe persique qui ont adopté la même décision qu'Antioche de Perside, témoignant ainsi d'un réseau de solidarité assez fort et d'une cohésion relative.
La Perside n'a donc pas été unifiée totalement au royaume mais a néanmoins pris les marques de la royauté séleucide. Source interprétation ?

#### Autonomisation et débats historiograhiques
Il semble que la satrapie de Perside se soit assez rapidement autonomisée du pouvoir séleucide. En effet, une dynastie locale s'est imposée et a gouverné la Perside, la dynastie Fratarāka.
La question de la relative autonomie de la Perside fait consensus. En revanche sa datation prête à débat. Certains historiens datent cette prise d'autonomie dès le IIIe siècle av. J.-C., tandis que Joseph Wiesehöfer considère qu'elle intervient au IIe siècle av. J.-C.. Cette autonomisation précoce est à mettre en relation avec l'échec des entreprises de colonisation macédonienne.
Concernant le satrape de Perside, les sources ne font ressortir que le nom d'Alexandros, mentionné par Polybe. Ce dernier est satrape de Perside sous les règnes de Séleucos III et d'Antiochos III. Il est le frère du satrape de Médie, Molôn, qui, en 222 av. J.-C., échoue à se rebeller contre le roi Antiochos III. À partir de la même année la Perside n'est plus mentionnée comme satrapie. Cela ne signifie pas que l'entité administrative disparait à cette date. Cette absence semble davantage liée au fait que le pouvoir séleucide rencontre de grandes difficultés à contrôler la satrapie, plutôt qu'à une disparition réelle de l'entité.
Enfin, la question de la délimitation de la satrapie à l'époque des séleucides prête à interrogations. L'historien W. W. Tarn affirme que la satrapie de Susiane aurait été incorporée à la satrapie de Perside. Ce point ne fait pas l'unanimité. L'historien H. Bengtson défend au contraire l'idée que la satrapie de Susiane soit restée indépendante de la Perside.

## Tableau récapitulatif des satrapes de Perside (330 av. J.-C.-fin des diadoques)
| Durée de la fonction | Noms des satrapes | Circonstances d'entrée en fonction |
| -------------------- | ----------------- | --- |
| 368-330              | Ariobarzane       | Satrape sous le Grand Roi, Darius III, il est défait par Alexandre le Grand et son armée lors de la Bataille des Portes persiques durant l'hiver 330 av. J.-C.                                                        |
| 330-326              | Phrasaorte        | Alexandre conquiert la Perside et confie la fonction de satrape au Perse Phrasaorte. |
| 326-325/324          | Orxinès           | Il se proclame satrape en l'absence d'Alexandre, qui est en campagne en Inde. Au retour du roi, Orxinès est exécuté.                                                                                                  |
| 325/324-316          | Peucatas          | Proche de la culture perse, il est nommé satrape de Perside par Alexandre. Il conserve son titre à la mort du roi lors des partages de Babylone (323) et de Triparadisos (321).                                       |
| 316-312/311          | Antigone          | Vainqueur de la bataille de Gabiène face à Peucatas (allié à Eumène de Cardia), Antigone s'empare de la satrapie de Perside.                                                                                          |
| 312/311-281          | Séleucos          | Il conquiert la Perside par ses victoires militaires sur Nikânor, stratège placé dans la région par Antigone. À sa mort en 281, le contrôle de la satrapie revient à Antiochos Ier puis à ses descendants séleucides. |

### Sources antiques
- Strabon, Géographie (lire en ligne)
- Plutarque, Vie des hommes illustres, vie d'Alexandre
- Arrien, Anabase
- Quinte-Curce, Histoire d'Alexandre